# Alcoy (Spagna)
Alcoi, o Alcoy (in spagnolo), è un comune spagnolo che si trova nella Comunità Valenciana, in provincia di Alicante.
È situato al centro di una depressione (la Foia d'Alcoi) circondata dalle montagne ai piedi della Serra de Mariola e solcata da fiumi minori che si uniscono fuori dal centro urbano in un unico fiume, il Serpis detto anche riu d'Alcoi, che con un percorso tortuoso raggiunge il Mediterraneo.
Il clima è mediterraneo, freddo d'inverno anche con precipitazioni nevose e in estate la temperatura media è di 23,5 °C.
È una città industriale con cartiere, tessiture e industria di produzione delle macchine agricole.
È sede della Escola Politècnica Superior d'Alcoi, campus universitario distaccato dell'Università politecnica di Valencia.

## Storia
La prima presenza umana nel territorio di Alcoi risale a 40.000 anni prima di Cristo com'è testimoniato dai resti archeologici e dalle pitture rupestri. Fra il IV e III secolo a.C. si insediarono gli Iberi e nel II secolo incominciò la romanizzazione, che durò fino alle invasioni barbariche quando Alcoi fu occupata dai Visigoti, che la tennero fino al X secolo per poi lasciarla agli Arabi, il cui dominio durò fino al XIII secolo incrementando l'agricoltura.
Con la battaglia di Alcoy del 1276 gli Arabi cedettero definitivamente ai cristiani aragonesi l'intero territorio; simbolo di questa supremazia cristiana è il castello di Barxell, una fortezza che dominava un'ampia zona dove gli Arabi lavoravano nei campi. Nel 1291 il re d'Aragona Giacomo II donò la città all'ammiraglio Ruggero di Lauria a titolo di ringraziamento per la sua fedeltà: rimase signoria della famiglia dei Lauria fino al 1430 quando ritornò in potere reale.
Nei secoli XIII e XIV cominciarono a prosperare le fabbriche tessili consorziate e nel XV acquistò importanza la sua milizia che si distinse nella lotta contro i pirati che partivano dal Nordafrica ed infestavano il Mediterraneo. In conseguenza di ciò Alcoi ebbe dal re il titolo di città con i privilegi che comportava. Durante la guerra di successione si schierò con l'arciduca d'Austria Carlo subendo di conseguenza attacchi militari e la revoca di tutti i privilegi. Rimediò a tutto il re Filippo V che le restituì i privilegi e ne concesse altri alla Real fabrica de Paňos nata dalla fusione di diverse fabbriche minori. L'incremento urbano si ebbe a partire dal XVIII secolo in cui ci fu il massimo sviluppo economico e sociale.
Nella seconda metà del XIX secolo e all'inizio del XX ebbero notevole sviluppo la già esistente industria tessile e nacque l'industria cartaria, nacquero anche i movimenti sociali dei lavoratori con qualche manifestazione sediziosa. Durante la rivoluzione cantonale spagnola del 1873 l'alcalde repubblicano Augustì Albors ordinò di aprire il fuoco contro gli operai in sciopero che manifestavano davanti al municipio. Ciò provocò una reazione violenta degli operai che occuparono la sede municipale, uccisero il sindaco e ne mutilarono il cadavere. La città si dichiarò indipendente e fu governata da un comitato di salute pubblica fino all'arrivo delle truppe federali che ristabilirono l'ordine. Questi fatti vanno sotto il nome di Revoluciò del petroli. In questo periodo nacque anche la borghesia industriale, come dimostrano le abitazioni signorili moderniste di questo periodo.
Durante la guerra civile del 1936-39 Alcoi fu la roccaforte dell'anarchismo sindacale.

## Società

### Evoluzione demografica
PopolazioneAnno010.00020.00030.00040.00050.00060.00070.000184218771900193019601991Popolazione
Fonte: Instituto Nacional de Estadística de España.

## Monumenti e luoghi d'interesse
Alcoi è famosa per i suoi esempi di Art Nouveau come la Casa del Pavo, la Casa Vilaplana e la Casa d'Escaló realizzate da Vicente Pascual Pastor e la Casa Laporta, la Casa Briet e il Cercle industrial realizzati da Timoteo Briet Montaud.
Altri siti di interesse sono la Llotja de Sant Jordi, progettata da Santiago Calatrava, il Pont de Sant Jordi, l'Església arxiprestal de Santa Maria e il castello di Barxell del XIII secolo.
Di grande interesse sono i siti archeologici della Serreta con pitture rupestri e del Puig, a 5 km su un colle di 888 metri di altitudine con resti dell'età del bronzo.
Nei dintorni ci sono due parchi naturali: il Parc natural del Carrascar de la Font Roja e il Parc natural de la Serra de Mariola.

## Feste
- I Mori e Cristiani di Alcoy in cui Mori e Cristiani, vestiti in ricchi costumi, si affrontano nella rappresentazione della liberazione della città dal dominio arabo.
- Fra le feste sono da ricordare la Cabalgada de los Reyes Magos per l'Epifania, la più antica di Spagna,[2] con sfilate di carri che accompagnano i Re Magi.

## Sport
In passato la città ebbe un'importante società di boxe, il Boxing Club Deportivo Alcoyano.
Nel 1928, la sua costola calcistica incorporò le piccole squadre di calcio della città dando vita al Club Deportivo Alcoyano, che l'8 gennaio 2021 si mise in luce eliminando il Real Madrid dalla coppa del Re.